# レモ・キャピタニ
レモ・キャピタニ（1927年12月19日 - 2014年2月14日）は、1960年代から映画出演するイタリアの助演男優。マカロニ・ウエスタンではレイ・オコーナーの変名を用いた。片仮名ではレモ・キャピターニと表記されることもある。

## 俳優としての特徴
大部屋俳優的なポジションで、夥しい数のアクション映画に出演し、クレジットに名の出ないことも少なくなかった。そのフィルモグラフィーの全貌の把握は難しい。また、マカロニ・ウエスタンへの出演は数多いが、スペインでロケされたものよりもチネチッタやエリオスといったイタリア国内で撮影されたローマン・ウエスタンが特に多い。

## マカロニウエスタン全盛期の生き字引として
1998年にはマカロニ・ウエスタンを回顧するドキュメンタリー映画『アメリカ・イン・ローマ』(未ソフト化)では、グリエルモ・スポレティーニやジョヴァンニ・チャンフリーリアなどともに当時を振り返っている。また、21世紀に入ってマカロニ・ウエスタンdvdの発売ラッシュが現象化すると、日本国外での発売ソフトの映像特典インタビューに度々登場したが、2014年に死去した。

## 主な出演作品
1966年
- 『真昼の一匹狼』
- 『五匹の用心棒』
- 『バンディドス』

1967年
- 『殴りこみ兄弟』
- 『血斗のジャンゴ』
- 『新・夕陽のガンマン/復讐の旅』
- 『待つなジャンゴ引き金を引け!』(未/テレビ放映)
- 『さすらいのデスペラード』(未/dvd)
- 『チャマンゴ』(未ソフト化)『ジャンゴの息子』(未ソフト化)
- 『最後の殺し屋ジャンゴ』(未ソフト化)
- 『カウボーイ野郎』(未ソフト化)

1968年
- 『荒野の三悪党』
- 『野獣暁に死す』
- 『暁のガンマン』(未/テレビ放映)
- 『サルタナ』(未ソフト化)
- 『復讐には復讐を』(未ソフト化)

1969年
- 『チャック・ムール』(未ソフト化)
- 『バスタード・ジャンゴ』(未/dvd)

1970年
- 『花と夕日とライフルと…風来坊』
- 『クラウス・キンスキー/ザ・ビースト』(未/ビデオ)
- 『コルトを持ったゲンコツ野郎』(未ソフト化)

1971年
- 『新・さすらいの用心棒/ベン&チャーリー』(未/テレビ放映)
- 『復讐のガンマン/ジャンゴ』(未/テレビ放映)

1974年
- 『西部の悪ガキ』(未ソフト化)